# Hl. Dreifaltigkeit (Oberfrohn)

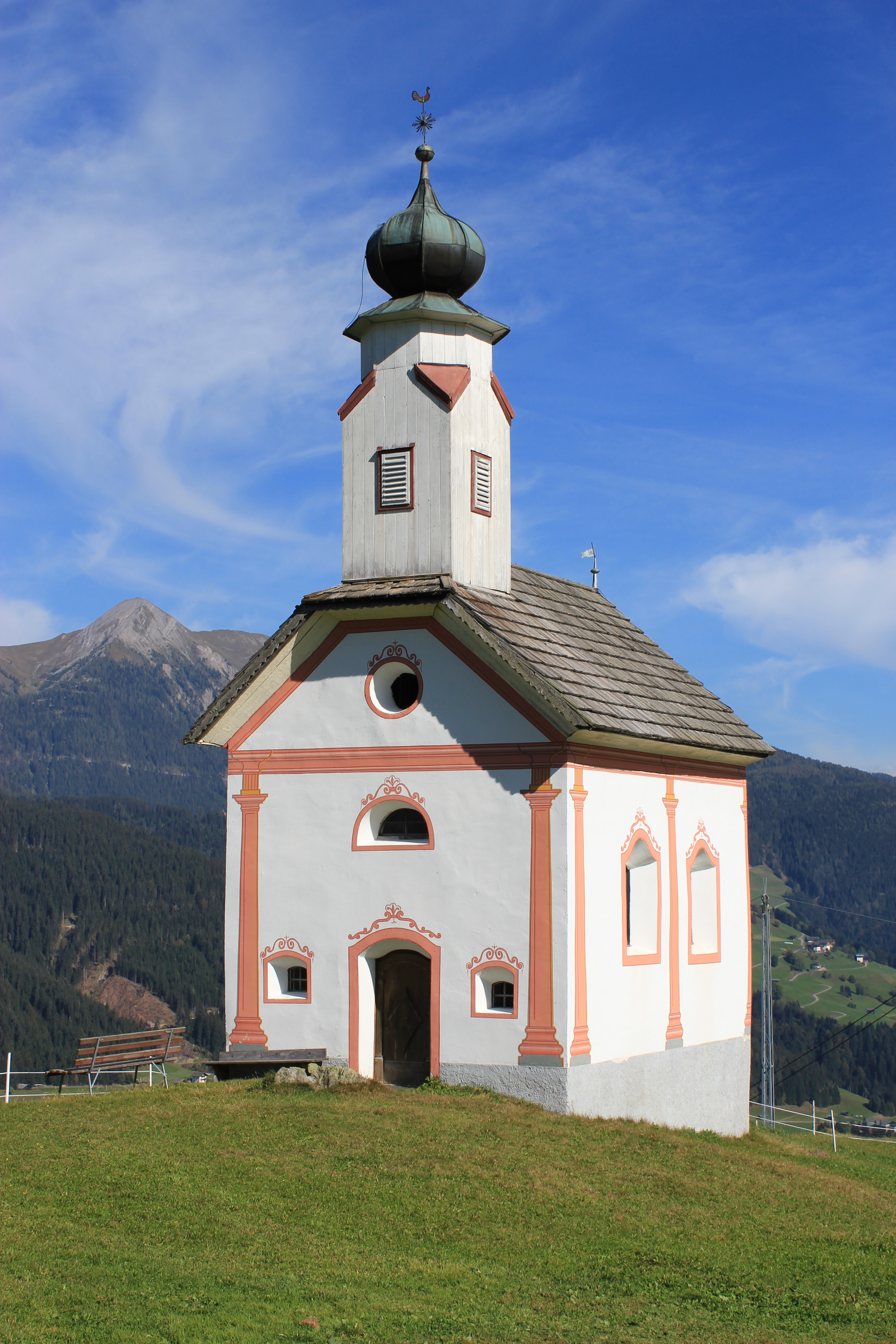
Katholische Filialkirche Hll. Dreifaltigkeit in Oberfron

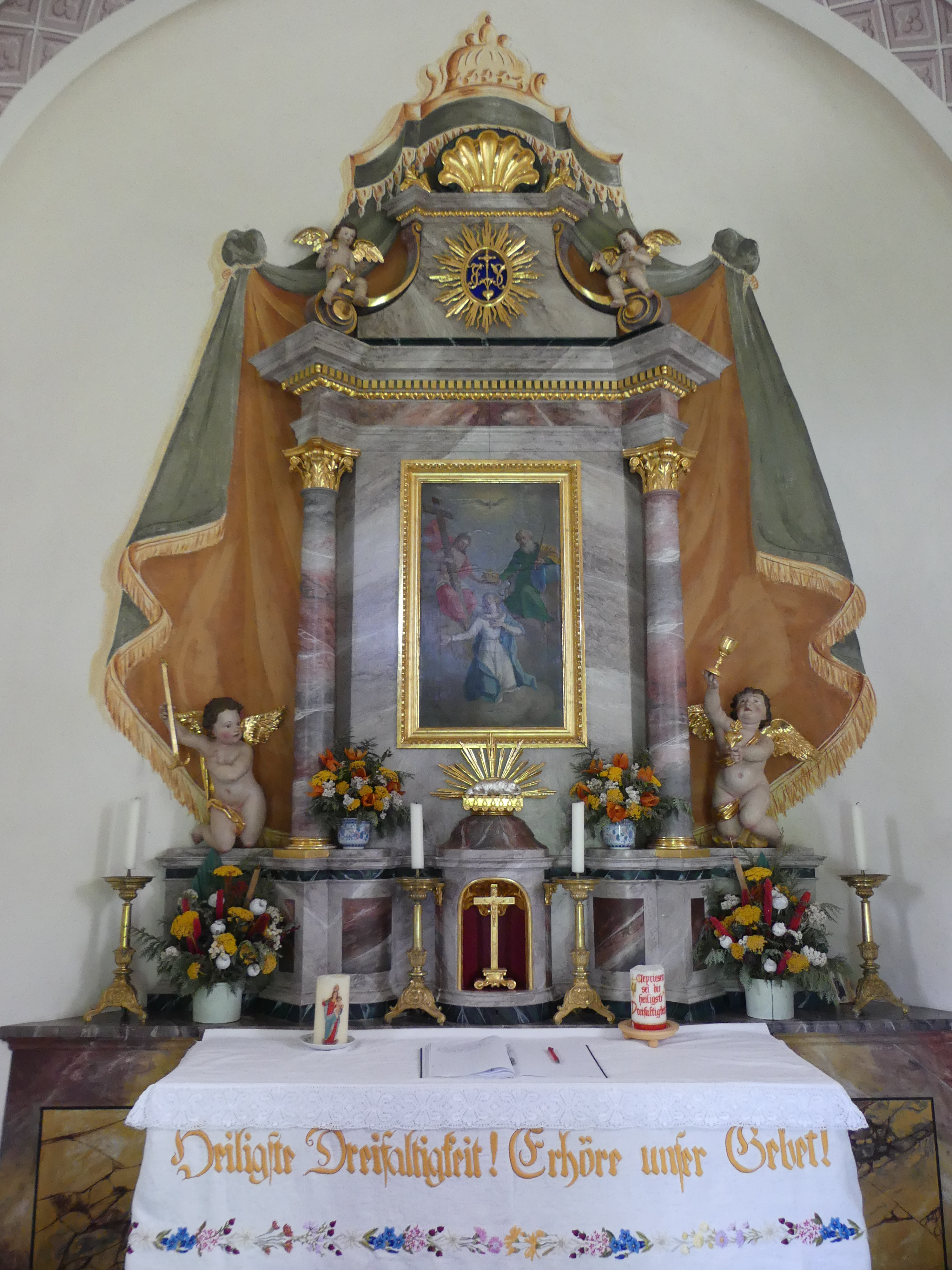
Altar

Die Filialkirche Oberfrohn steht in 1324 Meter Seehöhe in der Ortschaft Frohn in der Gemeinde Lesachtal im Bezirk Hermagor in Kärnten. Die dem Patrozinium der Heiligen Dreifaltigkeit unterstellte Filialkirche der Pfarrkirche St. Lorenzen im Lesachtal gehört zum Dekanat Hermagor/Šmohor in der Diözese Gurk-Klagenfurt. Die Kirche steht unter Denkmalschutz (Listeneintrag).

## Beschreibung
Der 1633 errichtete Bau wurde 1805 vergrößert und neu eingewölbt. Das zweiachsige Schiff besitzt einen eingezogenen 3/8-Chor und Karniesbogenfenster. Der westliche, hölzerne Dachreiter ist mit einem Zwiebelhelm bekrönt. Die Fassade wird durch gemalte Pilaster gegliedert. Im Inneren wölbt sich eine Flachtonne mit Stichkappen über das Kirchenschiff. Ein eingezogener, rundbogiger Triumphbogen verbindet das Langhaus mit dem innen abgerundeten Chor. Im Westen ist eine vorschwingende Musikempore eingebaut.
Die spätbarocken Wandmalereien wurden 1807 von Christoph Brandstätter aus Kötschach geschaffen. Im Deckenfeld ist der heilige Augustinus und die heilige Dreifaltigkeit dargestellt. Auf den Medaillons zwischen den Fenstern sind die vier Evangelisten zu sehen. Rankenwerk und Ornament ergänzen die Ausschmückung der Kirche.
Der Altar mit dem Bild der Krönung Mariens stammt wie die Betstühle aus dem Spätbarock.